# قاعدة ميساوا الجوية
قاعدة ميساوا الجوية (بالإنجليزية: Misawa Air Base) (إياتا: MSJ، إيكاو: RJSM) هي قاعدة عسكرية جوية تابعة لقوة الدفاع الذاتي الجوية اليابانية، والقوات الجوية الأمريكية، تقع في مدينة  ميساوا بمحافظة آوموري، في الجزء الشمالي من جزيرة هونشو اليابانية.

## تاريخ
- 1939: بدأ بناء القاعدة.
- 1942: اكتمل بناء القاعدة.

## تعليم
تقوم وزارة الدفاع الأمريكية بإدارة العديد من المدارس التي تقدم خدماتها لأطفال أفراد الجيش الأمريكي والمدنيين العاملين بالقاعدة.